# Conostephium magnum
Conostephium magnum är en ljungväxtart som beskrevs av Cranfield. Conostephium magnum ingår i släktet Conostephium, och familjen ljungväxter. Inga underarter finns listade i Catalogue of Life.